# Naval Historical Team
Das Naval Historical Team (NHT) war eine von der US-Marine aufgestellte Gruppe deutscher Marineoffiziere, die im amerikanischen Auftrag die Marine-Kriegsgeschichte des Zweiten Weltkriegs aus deutscher Sicht aufarbeiten sollte. Sie unterstand dem Marine-Nachrichtendienst Office of Naval Intelligence.
Das NHT tagte erstmals am 9. April 1949 in Bremerhaven. Ihm gehörten die ehemaligen deutschen Marineoffiziere Generaladmiral a. D. Otto Schniewind, Vizeadmiral a. D. Friedrich Ruge, Vizeadmiral a. D. Hellmuth Heye, Konteradmiral a. D. Gerhard Wagner und Oberst a. D. Walter Gaul an. Weitere zeitweilige Mitarbeiter waren Konteradmiral a. D. Eberhard Godt, Kapitän zur See a. D. Hans-Rudolf Rösing, Kapitän zur See a. D. Hansjürgen Reinicke und Fregattenkapitän a. D. Karl-Adolf Zenker.
Geführt wurde die Gruppe von Captain Arthur H. Graubart, der Deutschland-Chef des Office of Naval Intelligence. Dieser sprach zunächst Ruge und Conrad Patzig an. Diese gewannen daraufhin die übrigen Mitglieder für eine Mitarbeit. Die Amerikaner stellten der Gruppe eine Villa in Bremerhaven-Speckenbüttel zur Verfügung und zahlte ihren Mitgliedern ein Gehalt.
Das Interesse der US-Marine galt zunächst vor allem den deutschen Kriegserfahrungen im Kampf gegen sowjetische Seestreitkräfte, die man bei einem möglichen Seekrieg nutzen wollte. Von Mitte 1950 an verschob sich der Schwerpunkt der Arbeit aber vor dem Hintergrund des Koreakriegs und der allgemeinen Diskussion über eine deutsche Wiederbewaffnung auf die Vorbereitung einer neuen deutschen Seestreitmacht. In diesem Rahmen arbeitete das NHT maßgeblich an den Abschnitten zur Marine in der Himmeroder Denkschrift mit und es entstanden mit den so genannten Wagner-Denkschriften von 1951 und 1952 die ersten konzeptionellen Leitlinien für die spätere deutsche Bundesmarine. Auch deren erste Führung fand sich mit den Admiralen Ruge und Wagner in diesem Kreis. Insgesamt griff das Amt Blank, in dem nur wenig Marine-Sachverstand vorhanden war, zur personellen Erstausstattung der Bundesmarine auf Empfehlungen aus dem NHT zurück. Ähnlich wirkte das NHT an der Auswahl von Führungspersonal für die Labor Service Unit (B) und den Seegrenzschutz mit. 1952 wurde das NHT nach Abschluss der Arbeiten offiziell aufgelöst.
Ab 1953 war die aufgelöste Gruppe als Gruppe Nordlicht zur „wirtschaftlichen Betreuung“ an die Generalvertretung Bremen in der Organisation Gehlen angeschlossen.